# Mi gran noche (canción)
Mi gran noche» es una canción compuesta por Salvatore Adamo, popularizada por el cantante español Raphael. Se trata de una adaptación al español del tema Tenez-vous bien, de Salvatore Adamo.

## Descripción
El tema alude a un joven dispuesto a disfrutar de la vida nocturna y a encontrar el amor.
El tema original, en lengua francesa y publicado en 1966 se tradujo a varios idiomas, entre ellos el español, con letra de Jorge Córcega (seudónimo de Francisco Ribé Amorós). Rafael de León rehízo la letra para la versión de Raphael, que además contó con arreglos de Manuel Alejandro.
La canción se publicó en 1967, cosechando un enorme éxito en su momento incluyéndose en el LP que contenía la banda sonora de la película Digan lo que digan. Además se publicó como cara B del sencillo que incluía el también famoso tema Digan lo que digan.
Años después, hacia mediados de la década de 2010, la canción adquiere de nuevo actualidad en España, sonando en radios y discotecas. La nueva popularidad del tema estuvo en parte motivada por haber sido seleccionada como sintonía de una de las secciones de los programas deportivos españoles Punto pelota y El chiringuito de jugones de Josep Pedrerol y Pipi Estrada. Tal fue el éxito que el director Álex de la Iglesia rodó una película con el mismo título.

## Otras versiones
También ha sido versionada por la banda chilena Santos Dumont. Incluida en el álbum Interferencias, de Fangoria en 1998. Años después esta banda la interpretó junto al grupo Nancys Rubias. En 2003 fue interpretada por la actriz y cantante mexicana Nora Cano en la primera temporada del programa musical infantil Código F.A.M.A., En 2013 fue interpretada por el humorista Pedro Reyes en imitación de Raphael, dentro del talent show Tu cara me suena y en 2014 por Santiago Segura y la niña Julia Gonçalves en la edición infantil del mismo espacio. También se ha grabado por Ruth Lorenzo y Roko sirviendo esta versión como sintonía del programa de televisión Cámbiame (2015). La mexicana Gloria Trevi la incluyó en su gira El amor World Tour (2015).
En Argentina la famosa cantante de cumbias Gladys la Bomba Tucumana realiza una versión que fue usada como corte difusión y gracias al cual ganó el premio Carlos Gardel a la música como mejor artista femenina tropical en 2015.

## Posicionamiento en listas

### Listas semanales
| País (Lista 1967 - 1968)                          | Posición más alta |
| ------------------------------------------------- | ----------------- |
| Argentina (Billboard) Lado B (Digan lo que digan) | 1                 |
| España (Billboard)                                | 7                 |
| Chile (Billboard)                                 | 2                 |